# Seminar SV Thorn
Der Seminar SV Thorn war ein deutscher Sportverein aus der westpreußischen Stadt Thorn (heute Toruń). Die Fußballabteilung nahm einmal an der baltischen Fußballendrunde teil.

## Geschichte
Nach Gründung des Vereins 1909 unter dem Namen Seminar FC 1909 Thorn spielte der Verein im Ligensystem des Baltischen Rasen- und Wintersport-Verbandes (BRWV). Im DFB-Jahrbuch 1910/11 ist der Verein mit 43 Mitgliedern verzeichnet. Ab 1911 ist in der zeitgenössischen Presse vom Seminar SV Thorn die Rede. In der Spielzeit 1911/12 wurde die Bezirksmeisterschaft des Bezirkes VII Graudenz im K.-o.-System ausgespielt, Thorn traf im Halbfinale am 18. Februar 1912 auf den SV Marienwerder und konnte durch ein 4:3-Sieg in das Bezirksfinale einziehen. Das am 3. März 1912 stattfindende Finalspiel gegen den SK Graudenz wurde wegen „vorgekommener Unregelmäßigkeiten“ für ungültig erklärt und zuerst beschlossen, ein Wiederholungsspiel anzusetzen. Diese Entscheidung wurde einige Tage später mit der Begründung, dass keine Zeit mehr für ein weiteres Spiel sei, aufgehoben und der Seminar SV Thorn als Teilnehmer zur baltischen Fußballendrunde bestimmt. Später wurde das Spiel doch wiederholt, Graudenz gewann mit 4:3. Doch auch dieses Spiel wurde annulliert, das zweite Wiederholungsspiel um die Bezirksmeisterschaft gewann Thorn am 15. September 1912 mit 2:0. Bereits vorher fand die baltische Fußballendrunde statt, Thorn traf im Viertelfinale auf den Sieger des Bezirkes V Allenstein/Osterode SV Allenstein. In diesem Spiel mussten sich die Thorner mit 1:3 geschlagen geben und schieden aus. Zur Spielzeit 1912/13 wurde die Bezirksmeisterschaft Graudenz in zwei Gruppen (Nordkreis und Südkreis) ausgespielt, der Seminar SV Thorn gewann den Südkreis und traf im Finale abermals auf den SC Graudenz. Dieses Mal setzte sich Graudenz mit 5:2 durch, Thorn verpasste somit die Teilnahme an der baltischen Fußballendrunde. Im DFB-Jahrbuch von 1912 ist der Verein, anders als in der Presse, als Thorn, Seminar-FC 09 mit 53 Mitgliedern verzeichnet, daneben gab es ebenfalls laut Jahrbuch einen Seminar FC Eintracht Thorn.
1913 wurde das Ligensystem des BRWVs umstrukturiert, der Bezirk Graudenz spielte nun innerhalb des Kreises II Danzig/Westpreußen. Spielergebnisse vom Seminar SV Thorn sind nicht überliefert. Nach Ende des Ersten Weltkrieges musste Thorn mit dem größten Teil der Provinz Westpreußen aufgrund der Bestimmungen des Versailler Vertrags 1920 an die Zweite Polnische Republik abgetreten werden, der Seminar SV Thorn wurde spätestens mit dieser Abtretung aufgelöst. Ab 1940 gab es mit dem SV Thorn wieder einen oberklassigen, deutschen Sportverein aus der Stadt.

## Erfolge
- Teilnahme an der baltischen Fußballendrunde: 1911/12
- Sieger Bezirk Graudenz: 1911/12